# Sautee Nacoochee
 (avril 2025).
Sautee Nacoochee est une census-designated place située dans le comté de White, dans l’État de Géorgie, aux États-Unis. Lors du recensement de 2020, elle comptait 332 habitants.